# Svos
SVOS, spol. s r.o. se sídlem v Přelouči, je společnost zabývající se přestavbou běžných silničních vozidel na „bezpečná“ (security), výrobou vozidel pro převoz peněz a cenin (cash carriers) a vývojem i výrobou speciálních vozidel pro vojenské a policejní použití. Vozidla jsou po přestavbě odolná proti útokům z ručních palných zbraní v několika stupních balistické odolnosti dle několika typů mezinárodních norem.

## Rozčlenění výroby
- pancéřované limuzíny

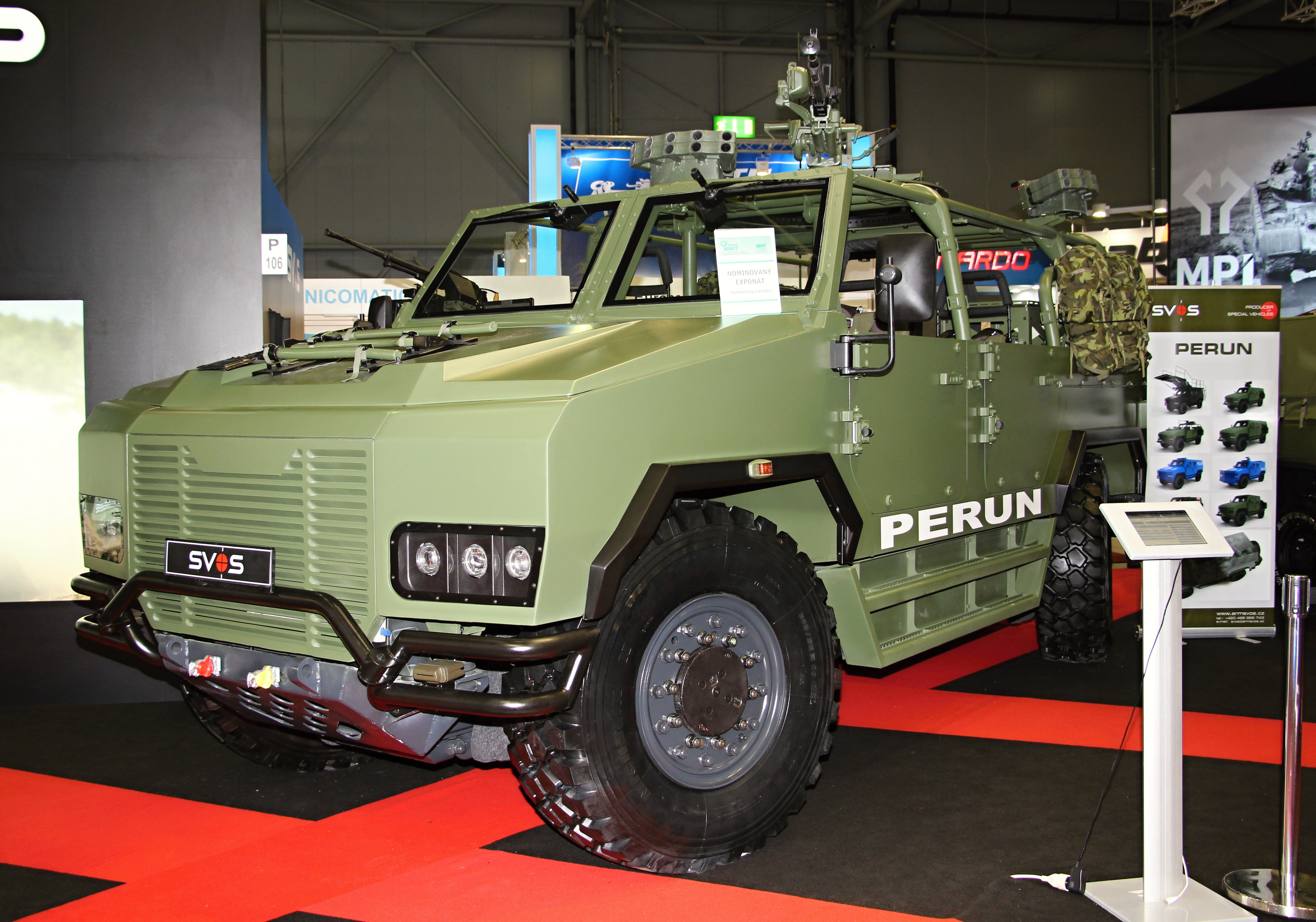
SVOS Perun

- pancéřovaná vozidla cross country (off roads)
- pancéřovaná vozidla pro převoz peněz a cenin (cash carriers)
- speciální vozidla pro policejní a vojenské použití

Výrobky SVOS jezdí v mnoha zemích světa včetně Česka a jejich uživateli jsou jak soukromé osoby, tak i mezinárodní společnosti, vlády a mezinárodní organizace.

## Členství v organizacích
SVOS je členem Asociace obranného průmyslu.